# Физико-математический институт РАН
Физико-математический институт РАН — научно-исследовательский институт, принадлежавший Российской академии наук и существовавший с 1921 по 1934 год. Один из ведущих институтов СССР в области естественных наук.
Физико-математический институт Российской академии наук был создан в 1921 году путём объединения Математического кабинета (организован В. А. Стекловым в 1919 г.), Физической лаборатории (организована Б. Б. Голицыным в 1912 г.) и Постоянной центральной сейсмической комиссии, учреждённой 25 января 1900 г. Указом императора Николая II. С 1926 — Физико-математический институт имени В. А. Стеклова РАН, с 1927 — АН СССР.
Директора института: академики
- В. А. Стеклов (1921—1926).
- А. Ф. Иоффе (1926—1928).
- А. Н. Крылов (1928—1932).
- И. М. Виноградов (1932—1934).

В соответствии с Постановлением Общего собрания АН СССР от 28 апреля 1934 года произошло разделение Физико-математического института на два различных учреждения:
- Институт математики (директор — академик И. М. Виноградов).
- Институт физики (директор — академик С. И. Вавилов). Организован на базе Физического отдела Физико-математического института им. В. А. Стеклова.